# التسلسل الزمني لثورة 25 يناير
مريم ريمون  ثورة 25 يناير هي ثورة ضد الفقر والجوع والبطالة وغلاء الأسعار والعديد من الأسباب الأخرى. من أهم مطالب الثورة كانت رحيل النظام الحاكم للبلد بما فيه الرئيس ووزرائه وحاشيته.
وهذا المقال عبارة عن تسلسل أحداث الثورة وكل ما هو جديد بها، وينقسم هذا التسلسل إلى قسمين: ما قبل رحيل حسني مبارك وما بعده. وتضم ابرز المواقف العالمية من الازمةالمصرية المتمثلة أساسا في ثورة ٢٥ يناير والاحداث التي تلاتها ومن ابرز هذه المواقف دعم الاداره الامريكيه بقيادة باراك اوباما حثه علي تشجيع قرار تنحي مبارك وكما حث ايضا على ضرورة استقرار الأوضاع في مصر بعد الثورة ويوم التنحي ونصح بضرورة الانتقال السلمي للسلطة وضرورة استقرار الأوضاع السياسية في مصر وشدد علي ان اي دولة بالعالم ليس لها علاقة بما يحدث في مصر وان المصريين وحدهم هم من الذين سيقررون مصيرهم بعد التنحي اما بالعمل الجاد والاعمار واما بالعنف والخراب وسفك الدماء 

## ما قبل رحيل مبارك
ساهم نجاح الثورة التونسية في انتقال الحماس الثوري إلى مصر. بدأت بوادر الثورة منذ اليوم الأول من عام 2011، حيث بدأ التنظيم لإحتجاجات ومظاهرات ضد الحكومة بسبب العديد من المشكلات في المجتمع وأهمها كرامة المواطن المصري المعدومة في بلده، حيث التعذيب في الأقسام ومقار أمن الدولة، وإهانة أي متهم وتعذيبه حتى الموت مثلما حدث مع خالد سعيد وسيد بلال. ومن الأسباب الأخرى للثورة الفقر والبطالة.
ثار الشعب حتي رحيل الحاكم وحكومته وتكون هذه هي فترة ما قبل رحيل مبارك وتسليم قيادة البلاد إلى المجلس الأعلى للقوات المسلحة، وهي الفترة الانتقالية حتى تسليم البلاد إلى رئيس جديد بعد الانتخابات الرئاسية.

### أحداث شهر يناير
هذا الشهر مليء بالأحداث مثل تفجير كنيسة القديسين ومقتل سيد بلال ومقتل خالد سعيد علي يد قوات الشرطة. شهد هذا الشهر بداية الاحتقان في صفوف الشباب، وبدء التنظيم للثورة والمظاهرات. وكان بدايتها في 25 يناير لأنه كان يوافق عيد الشرطة.

## اليوم الأول للثورة «يوم الغضب» - الثلاثاء 25 يناير 2011
- أدت حالة الاحتقان التي عاشها المجتمع المصري في الآونة الأخيرة إلى الدعوة إلى تظاهرة قوية يوم 25 يناير المتزامن مع عيد الشرطة [1] احتجاجاً على تردي الأوضاع السياسية والاقتصادية والاجتماعية ومنها تجاوزات وزارة الداخلية. أطلقت الدعوة عبر موقعي التواصل الاجتماعي فيس بوك وتويتر، حيث قام بالدعوة لهذه التظاهرات العديد من القوى السياسية غير المحزبة كلنا خالد سعيد وحركة شباب 6 ابريل [2] وحركة شباب من أجل العدالة والحرية، والحركة المصرية من أجل التغيير (كفاية) والجمعية الوطنية للتغيير الحركة الشعبية الديمقراطية للتغيير- حـشـد، وقد لبى الدعوة عدد غفير من جموع ومختلف طبقات المجتمع المدني بمصر.[3]
- أعلنت جماعة الإخوان مشاركتهم في مظاهرات 25 يناير، وحددت الجماعة ثلاث ضوابط لشبابها المشاركين في المظاهرات، وأكدت احترامها للشرطة كهيئة وطنية، وحذرت من التخريب أو أعمال الشغب، ونفت الجماعة دعوتها للحشد في موقع معين، لكنها أكدت على عدم منع الشباب من المشاركة.[4]
- عمت التظاهرات كامل النطاق الجغرافى في مصر، فاندلعت بالقاهرة (ميدان التحرير) والإسكندرية والسويس والمحلة الكبرى (مكمن حركة 6 أبريل)، والإسماعيلية[ ؟ ] وغيرها من محافظات مصر، وأضحت في مساء اليوم تظاهرات شعبية عارمة مع تجاهل واضح للأمر من الإعلام الرسمي المصري.

وقد كانت المظاهرة ضد الفقر، والجهل، والبطالة والغلاء ويطالبون برحيل الحكومة.
- سقوط أول شهيد للثورة المصرية بمدينة السويس أمام قسم حي الأربعين.[6]

وبهذا كانت تظاهرات يوم الثلاثاء 25 يناير2011 هي الشرارة الأولى التي أشعلت لهيب الثورة المصرية رافعة شعار: الشعب يريد إسقاط النظام.
وأصدرت وزارة الداخلية وقتها بقيادة اللواء حبيب العادلي الأوامر بفض التظاهرات والاعتصامات في كافة أنحاء الجمهورية.
اليوم الثاني للثورة - الأربعاء 26 يناير 2011
- في مشاهد لم يسبق لها مثيل، اشتبكت الشرطة مع آلاف المصريين الذين رفضوا مغادرة ميدان التحرير إمعانا في الاحتجاج على حكم مبارك، حيث استخدمت العصي وقنابل الغاز والقنابل المسيلة للدموع وخراطيم المياه لتفريق المتظاهرين، وقالت وزارة الداخلية أن قوات الأمن ألقت القبض على زهاء 500 متظاهر على مدى اليومين.[8]
- استعانت أجهزة الأمن في عملية التفريق والإجلاء بنحو 200 سيارة مصفحة، وما يقرب من 50 أتوبيس نقل عام، وأكثر من 3 آلاف من قوات مكافحة الشغب، و 10 آلاف جندى أمن مركزى، واستمرت عمليات فض الاعتصام حتى الساعات الأولى من صباح اللأربعاء.[9]
- استمرار المظاهرات في القاهرة وزادت الاحتجاجات بمدينة السويس حدة بعد أن انضم للثوار الشيخ حافظ سلامة القائد التاريخي لقوات المقاومة الشعبية في حرب أكتوبر 1973.
- كما شنت أجهزة الأمن حملة اعتقالات واسعة في صفوف المتظاهرين في الأسكندرية، الأمر الذي أدى إلى حدوث اشتباكات واحتكاكات تطورت إلى ما يشبه حرب الشوارع بين الطرفين.[10]
- وقد حجبت أجهزة الأمن بعض المواقع الإلكترونية بشكل نهائي أثناء المظاهرات، وإصابة موقع «تويتر» الاجتماعى بالشلل التام وفشل جميع المستخدمين في الوصول إليه من خلال الهواتف المحمولة، أو أجهزة الحاسب الألي، فيما دخل موقع فيس بوك حيز الحجب أيضاً.[11]
- الدكتور أحمد نظيف أكد على أهمية تشديد الحراسة على الممتلكات العامة والخاصة والتأكيد على تحقيق الأمن والاستقرار بما يحمى المواطنين من بعض التجاوزات التي تقوم بها عناصر تستغل خروج الشباب للشارع للتعبير عن ارائهم.[12]
- توالت ردود الأفعال الخارجية على «الاحتجاجات السلمية» التي بدأت في مصر منذ 25 يناير 2011، وفيما طالب الاتحاد الأوروبى الرئيس مبارك بالاستماع إلى المطالب «الشعبية» بالتغيير، وكرر المتحدث باسم الخارجية الأمريكية مطالبة بلاده لـ«جميع الأطراف في مصر» بضبط النفس، وأعربت وزيرة الخارجية الفرنسية عن أسفها إزاء وقوع قتلى في الاحتجاجات، مطالبة بمزيد من الديمقراطية.

بينما أكد وزير الخارجية الألمانى قلق الحكومة الشديد للوضع في مصر، داعياً جميع الأطراف إلى ضبط النفس ونبذ العنف.
وفي إسرائيل، رفض المتحدث باسم الخارجية التعليق، مكتفياً بالقول: «إننا نتابع الأحداث بدقة شديدة».
- تكبدت البورصة المصرية خسائر حادة بعد مظاهرات يوم الغضب، وسجل المؤشر الرئيسى أدنى مستوياته، وانخفض الجنيه لأدنى مستوياته منذ يناير 2005، مقابل الدولار الأمريكي الذي سجل 5.83 جنيه. وفقدت الأسهم 23 مليار جنيه من قيمتها السوقية، لتسجل 447 مليار جنيه.[14]
- أسفرت حصيلة المواجهات التي اندلعت خلال يومي 25 و 26 يناير بين قوات الأمن والمتظاهرين بالقاهرة وعدد من المحافظات، عن وفاة 4 بينهم جندي وإصابة 162 شرطيا، و 118 مواطنا، بينما تم إلقاء القبض علي أكثر من مائة شخص حاولوا تنظيم مظاهرات احتجاجية من جديد بالقاهرة والمحافظات، في تحد للقرار الذي أصدرته الداخلية بحظر أي مظاهرات أو تحركات إثارية أو تجمعات احتجاجية أو مسيرات حسبما أوضح مصدر أمني.[15]

اليوم الثالث للثورة - الخميس 27 يناير 2011
- استمرار الاحتجاجات على نطاق واسع وغير متوقع في القاهرة والمدن المصرية.
- وصول داعية التغيير المدير العام السابق للوكالة الدولية للطاقة الذرية التابعة للامم المتحدة محمد البرادعي إلى القاهرة قادما من النمسا، وقال إنه سينضم إلى الاحتجاجات المناهضة للحكومة التي تجري حاليا في محافظات عدة في مصر، وذلك بعد أن أكد سابقا أن الوقت قد حان لتقاعد الرئيس حسني مبارك.[16]
- هاجم المتظاهرون قسم شرطة الأربعين، وأشعلوا النار فيه وفي سيارات الأمن التي ردت بالقنابل المسيلة للدموع. واستمرت أعمال العنف والشغب في المحافظة.[17]
- اعتقال قوات الأمن للناشط وائل غنيم.
- تم اقرار الخطة 100 من قبل وزارة الداخلية تمهيدا لتنفيذها يوم 28 يناير.[18]
- واصلت البورصة المصرية نزيف الخسائر، متأثرة باستمرار مظاهرات الغضب، فقد خسرت 41 مليار جنيه وخسر مؤشرها الرئيسى 10.5٪، فيما واصل الجنيه هبوطه أمام الدولار ووصل إلى أدنى مستوى له منذ 6 سنوات، في ظل خروج المستثمرين الأجانب من البورصة.[19]

## اليوم الرابع للثورة «جـُمعة الغضب» - الجمعة 28 يناير 2011
- في صباح «جمعة الغضب»، قام نظام مبارك بقطع وسائل الاتصالات اللاسلكية، الهاتف المحمول والإنترنت لمنع تنظيم المظاهرات وتواصل الجماهير الغاضبة، ورغم ذلك خرجت مئات الآلاف من مختلف المساجد عقب صلاة الجمعة متجهين صوب ميدان التحرير فضلاً عن عديد من المدن المصرية منها الإسكندرية والسويس والمنصورة[ ؟ ] والإسماعيلية[ ؟ ] ودمياط والفيوم[ ؟ ] والمنيا ودمنهور ومحافظة الشرقية[ ؟ ] وبور سعيد ومحافظة شمال سيناء.
- مقتل ما لا يقل عن 800 شخصا وإصابة أكثر من ألف بعد قيام الشرطة المصرية بالاعتداء على المتظاهرين في شتى أنحاء الجمهورية، وكان النصيب الأكبر من الشهداء في هذا اليوم بالإسكندرية حيث استشهد 87 شهيدا، ثم السويس 13 شهيدا.
- فشل قوات الشرطة مع مرور الوقت في التعامل مع المتظاهرين حيث انسحبت الشرطة من جسر قصر النيل بالقاهرة وسيطر المتظاهرون على مدينتي السويس والإسكندرية وأحرقوا مقار الحزب الوطني[ ؟ ] وتم الاعتداء على بعض أقسام الشرطة.
- قرر الرئيس حسني مبارك، بصفته الحاكم العسكري، حظر التجول في جميع أنحاء الجمهورية ابتداء من الساعة السادسة مساء حتى السابعة صباحاً.[20] كما نزلت وحدات الجيش المصري لأول مرة بمدرعاتها إلى الشوارع.[21]
- فرضت السلطات المصرية الإقامة الجبرية على الدكتور محمد البرادعى، الرئيس السابق لوكالة الطاقة الذرية.[22]
- حطم المتظاهرون عدداً من مقار الحزب الوطني في القاهرة والمحافظات، وتعرض بعضها الآخر لمحاولات اقتحام متكررة، ففى القاهرة أشعل المتظاهرون النار في المقر الرئيسى للحزب بكورنيش النيل، وفي دمياط اقتحم الأهالي مقر الحزب وأشعلوا النيران في محتوياته.[23]
- نهب البازارات المحيطة بالمتحف المصري، حيث قام المتظاهرون بعبور البوابة الرئيسية الخاصة بالمتحف المصري بميدان التحرير.وتسللوا وقاموا بكسر البوابات الزجاجية الخاصة بالبازارات حول المتحف وقاموا بسرقة محتويات البازار، كما قاموا بالسيطرة علي السيارات الخاصة بالدفاع المدني وسرقة محتوياتها وإشعال النيران.[24]
- شهد شارع الأزهر مسيرات حاشد، ومظاهرات ضخمة عقب صلاة الجمعة، استخدمت فيها قوات الشرطة قنابل مسيلة للدموع وطلقات صوتية لتخويف المواطنين الذين انطلقوا في مسيراتهم من الجامع الأزهر والجوامع المحيطة به. وردد المتظاهرون هتافات تطالب بـ«إسقاط النظام»، والثأر ممن تسببوا في سقوط شهداء في مدينة السويس في الاحتجاجات الأخيرة التي يشهدها عدد من المحافظات المصرية.[25]
- دفعت البورصة المصرية ضريبة الأزمة السياسية، الأسهم في خسائر غير مسبوقة وفقدت الأسهم المصرية 68 مليار جنيه من قيمتها السوقية خلال أسبوع.[26]
- أغلقت محال الصرافة والذهب أبوابها في وسط البلد على خلفية تخوف أصحابها من تعرض المحال للتكسير على أيدى المتظاهرين حال تعرضهم للتعامل بقسوة من قوات الأمن. كما شهدت ماكينات الصراف الآلى التابعة للبنوك حالة من الأعطال على خلفية انقطاع الاتصال بين شبكات بعض البنوك.[27]

اليوم الخامس للثورة - السبت 29 يناير 2011

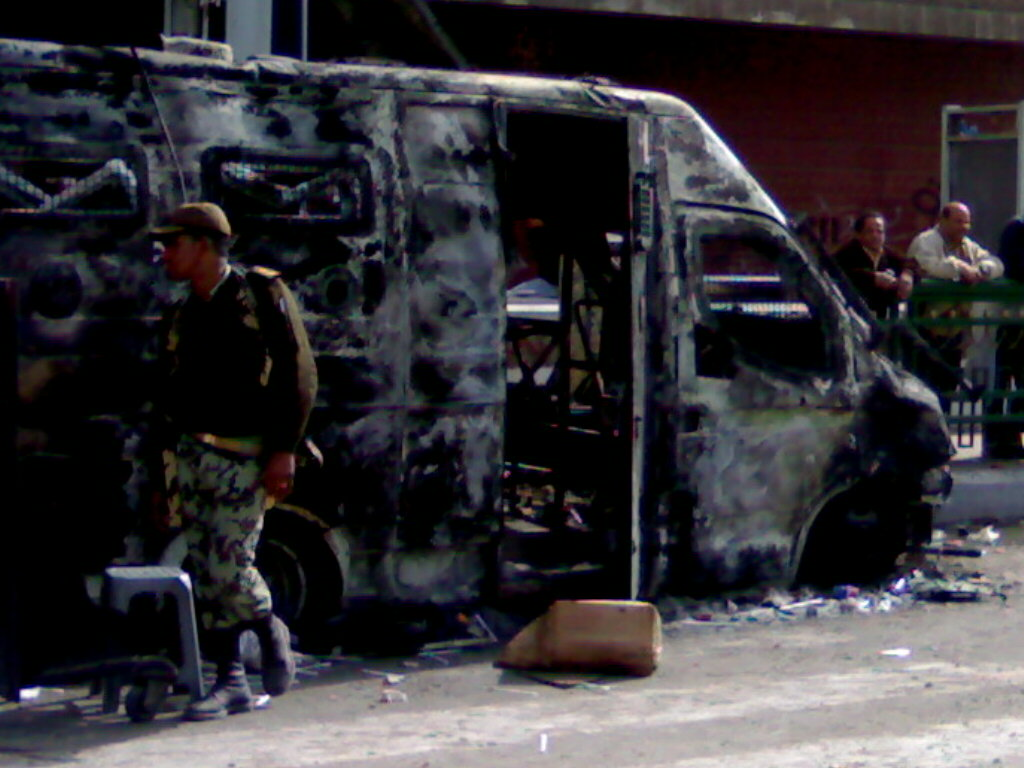
29 يناير 2011: ضابط بالجيش المصري يقف بجوار عربة شرطة احترقت أثناء أحداث جمعة الغضب في اليوم السابق

- وجه الرئيس مبارك كلمة للشعب أعلن فيها أنه يعي تطلعات الشعب وأعلن إقالة حكومة أحمد نظيف لكنه رفض ان يتنحى بعد يوم من الاحتجاجات العنيفة.أصدر الرئيس حسني مبارك قرارا جمهوريا بتعيين السيد عمر سليمان نائبا لرئيس الجمهورية، كما أصدر قرارا بتكليف السيد أحمد شفيق برئاسة مجلس الوزراء.[28]
- شباب يوم الغضب يطلقون حملة «احمى بيتك الكبير» حتى عودة الأمن العام.فقد قام الشباب بالوقوف أمام منازلهم لحمايتها من البلطجية، وحماية الشوارع ومناطقهم.[29]
- حاصر البلطجية شوارع وميادين القاهرة والمحافظات وبدأت أعمال سلب ونهب واسعة لعدة بنوك وشركات ومحال وتخريب فنادق و«مولات» مثل ما حدث في مول أركاديا [30]، وقطَّاع طرق يفرضون إتاوات على المارة، للسماح لهم بالمرور في سلام، وذلك عقب انسحاب قوات الأمن بشكل مفاجئ، أدى لانتشار الفوضى والانفلات الأمنى، الذي وصل إلى حد مطاردة رجال الشرطة من جانب الأهالي، وأحراق عدة أقسام شرطة وتخريب عدة منشآت حكومية وخاصة.[31]
- أعلن صفوت الشريف الأمين العام للحزب الوطني أن أحمد عز[ ؟ ] أمين تنظيم الحزب الوطنى[ ؟ ] قد قدم له استقالته من الحزب وتم عرضها على هيئة المكتب وقبلت.[32]
- أعلنت وزارة النقل أن 12 محطة مترو تعرضت للنهب والسرقة شملت سرقة الإيرادات وأجهزة الكمبيوتر، وذلك عقب انسحاب شرطة النقل والمواصلات من تأمين المحطات، كما تعرضت قضبان السكة الحديد في المحلة الكبرى للسرقة.[33]
- اندلعت مظاهرات حاشدة في شوارع بني سويف عقب صلاة الجمعة، وخرجت جموع الجماهير من المساجد وجابت الشوارع حتي وصلت أمام الحزب الوطني بعد أن قام المتظاهرون بتحطيم واجهات مقر الحزب الوطني وألقوا بالزجاجات الحارقة علي احدي الشقق المجاورة للحزب الوطني.[34]
- قيام عدد من بدو سيناء بتفجير مقر جهاز مباحث أمن الدولة في المدينة ما أسفر عن مقتل شخص وجرح 12.
- أعلن رئيس البورصة تجميد التداول بالبورصة بسبب مظاهرات الغضب في مصر، وأعلن البنك المركزى تعطيل العمل بالمصرف بالكامل في المدة نفسها التي حددتها البورصة.[35]
- تواصلت ردود الفعل الأمريكية علي ما يجري من أحداث في مصر، حيث تحدث الرئيس الأمريكي باراك اوباما عبر الهاتف مع الرئيس حسني مبارك وطالبه مباشرة بعمل إصلاحات شاملة وبتنفيذ تعهداته بزيادة الديمقراطية والحرية الاقتصادية.[36]

## 30 يناير 2011
- استمرار المظاهرات المناهضة لنظام الرئيس مبارك في المدن المصرية ودعوة من المعارضة إلى إضراب عام الاثنين وتظاهرات حاشدة الثلاثاء تحت اسم «احتجاجات مليونية».
- استمرار التعزيزات العسكرية للجيش المصري للسيطرة على الوضع الأمني في الوقت الذي حلقت طائرت حربية مقاتلة ومروحيات فوق المتظاهرين في ميدان التحرير وسط القاهرة.
- تدفق المتظاهرين إلى ميدان التحرير في وسط القاهرة في الساعات الأولى من يوم السبت بالرغم من إعلان حظر التجول مطالبين برحيل الرئيس مبارك، ووقــوع مصادمات عنيفة بين المتظاهرين والشرطة أمام مبنى وزارة الداخلية بالقاهرة حيث قتل 3 أشخاص وأصيب العشرات وتدخلت مدرعات الجيش المصري للسيطرة على الموقف.
- في الهرم انتشر البلطجية في الشارع رغم إعلان حظر التجول، وحاول «البلطجية» اقتحام مطبعة البنك المركزى، الموجودة بالشارع، مطلقين أعيرة نارية «كثيفة» على المقر، إلا أن قوات الجيش تدخلت بعدد من المدرعات، واستطاعت السيطرة على الموقف.[37]
- حالة انفلات أمني في أنحاء من البلاد بعد انسحاب عناصر الشرطة من الشوارع وإحراق بعض أقسام الشرطة والإعلان عن حالات تمرد للمساجين خاصة في السجون، وهروب 34 قيادياً إخوانياً من سجن وادى النطرون، ومن أبرز القيادات التي هربت من السجون: الدكتور محمد مرسي والدكتور عصام العريان وسعد الكتاتنى ومحمد محيى وسعدالحسينى ومصطفى الغنيمى ومحمود أبوزيد وصبحى صالح وحسن إبراهيم وسيد نزيلى وحمدى حسين وأحمد دياب كما هرب من سجن أبوزعبل القيادى في حركة حماس رمزى الوشاحى.[38] عقب هروب أعداد كبيرة من سجني وادي النطرون والفيوم قامت أجهزة الأمن بأكتوبر بعمليات تفتيش واسعة للسيارات القادمة من طريق القاهرة ـ الإسكندرية الصحراوي، وقد تم القبض علي العديد من السجناء الذين هربوا.[39][40]
- وحماية من البلطجة تولت القوات المسلحة مسئولية تأمين محطات توليد الكهرباء ومحطات المحولات علي مستوي الجمهورية تحسبا من وقوع اية أضرار بها خلال هذه الفترة ولتعمل بكامل طاقتها لاستقرار امداد الكهرباء لجميع المواطنين بجودة عالية.[41]
- قررت إدارة البورصة تمديد فترة تجميد التداول بالسوق لمدة يوم لتصبح فترة الإيقاف يومين على أن تعود البورصة للتداول في حالة استقرار الأوضاع،

كما قام البنك المركزى المصري بمد تجميد العمل في جميع المصارف بالكامل لنفس المدة التي حددتها البورصة تحسبا لحدوث عمليات تخريب واستيلاء على البنوك.
- حث الرئيس الأمريكي باراك أوباما على انتقال منظم إلى الديمقراطية في مصر وأكد معارضة الولايات المتحدة للعنف، وكذلك دعوته إلى ضبط النفس ودعم الحقوق العالمية ودعم إجراءات عملية تمضى قدماً بالإصلاحات السياسية في مصر.[43]

31 يناير 2011
- تضخم عدد المتظاهرين بصورة غير مسبوقة حيث كانت الدعوات إلى مليونية لمطالبة الرئيس بالتنحي، وقد ملأ المتظاهرون الميدان والشوارع المؤدية إليه رافضين الاستجابة لمطالبة الأمن إياهم بالرحيل.[44]
- أجري الرئيس حسني مبارك اتصالات مع المحافظين لمتابعة الأوضاع بالمحافظات، والاطمئنان علي استمرار توفير الاحتياجات الأساسية والخدمات للمواطنين. وذلك حسب ما ذكره التليفزيون المصري.[45] وأصدر مبارك قرارا بتعيين ثلاثة محافظين جدد لمحافظات: الشرقية ودمياط وسوهاج.[46]
- المتحدث باسم القوات المسلحة اللواء إسماعيل عتمان يقول أن القوات المسلحة لن تستخدم القوة ضد المحتجين، وأن حرية التعبير مكفولة لكل المواطنين الذين يستخدمون الوسائل السلمية.
- الحكومة الجديدة برئاسة الفريق أحمد شفيق تؤدي اليمين الدستورية.
- كلف الرئيس حسني مبارك السيد النائب عمر سليمان بإجراء اتصالات علي الفور مع جميع القوي السياسية لبدء حوار حول مختلف القضايا المثارة المتعلقة بالإصلاح الدستوري والتشريعي علي نحو يخلص الي تحديد واضح للتعديلات المقترحة والتوقيتات المحددة.[47]
- استمرار آلاف المحتجين الذين ظلوا في ميدان التحرير بعد بدء حظر التجول يطالبون بتنحي الرئيس.
- توقف حركة القطارات في البلاد.
- ألغت عدة وكالات سفر أوروبية وعالمية رحلاتها المقررة إلى مصر، وقرر بعضها إجلاء عملائها من مصر في ظل توتر الأحداث، فيما تزاحمت مجموعات كبيرة من السياح والأجانب المقيمين في مصر إلى السفر خارج البلاد.[48]
- واصلت البورصة والبنوك العاملة بالسوق المحلية، إغلاقها لليوم الثالث على التوالى بسبب حالة عدم الاستقرار الأمنى والسياسى.[49]

وواجهت المناطق الصناعية بالإسكندرية حالة من الارتباك الشديد نتيجة انعدام وسائل النقل العام والمواصلات الخاصة ونفاد المواد الخام بسبب تعطل خروجها من ميناءي الإسكندرية والدخيلة البحريين، وتوقف عمليات الإفراج الجمركي ومعامل فحص السلع بالهيئة العامة للرقابة علي الصادرات والواردات.وقدرت الخسائر بمصانع الإسكندرية فقط بنحو 14 مليار جنيه.

### أحداث شهر فبراير
1 فبراير 2011

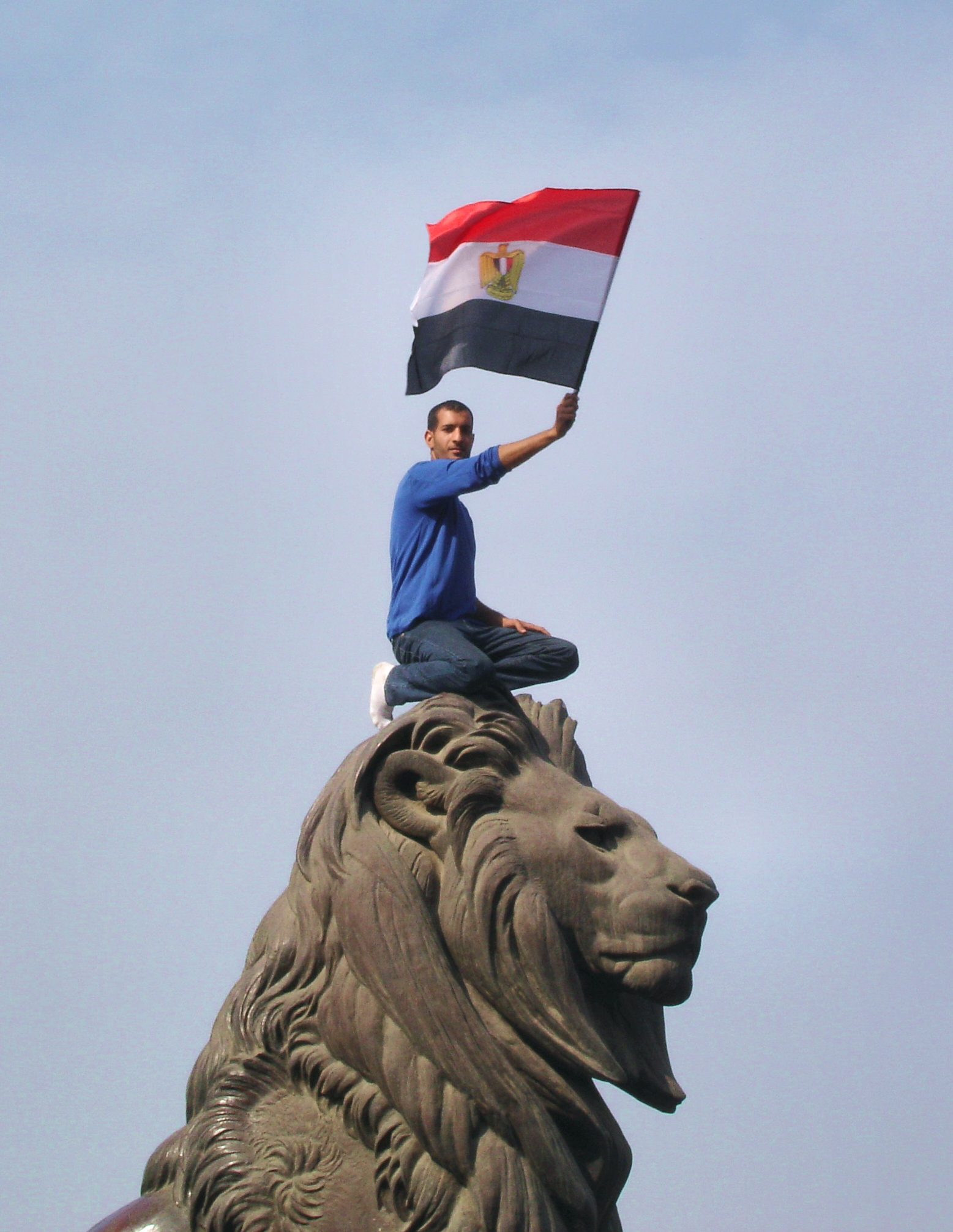
أحد المتظاهريين فوق تمثال أسد عند قصر النيل بجانب ميدان التحرير.

- خروج عشرات الآلاف من المتظاهرين إلى شوارع القاهرة وغيرها من مدن مصر استجابة لدعوة المعارضة لانطلاق «تظاهرة مليونية» لإجبار الرئيس حسني مبارك على الرحيل فقد غض ميدان التحرير بالمحتجين، بينما أعلن منظمو التظاهرة أن عددهم تجاوز المليون متظاهر.
- توجيه الرئيس مبارك بخطابه الثاني للشعب رفض فيه الاستجابة لمطالب المحتجين وبعض القوى السياسية بالرحيل الفوري عن الحكم، وأكد أنه على الشعب أن يختار بين «الفوضى» و«الاستقرار» وأكد أنه كلف الحكومة الجديدة بالتجاوب مع مطالب الشباب وكلف نائبه ببدء الحوار الوطني، وأكد على أن مسئوليته تكمن في إعادة الأمن والاستقرار، والعمل خلال ما تبقى من أشهر ولايته على تأمين الانتقال السلمي والسلس للسلطة مؤكداً عدم نيته الترشح لولاية رئاسية جديدة، كما أعلن تكليفه للبرلمان بمناقشة تعديل المادتين 76 و 77 من الدستور المصري، وطالب الشرطة بالعمل بنزاهة وشرف، وتعهد بالتحقيق في المتسببين في حالة الفراغ الأمني في البلاد، واختتم خطابه بأنه يعتز بما قضاه في خدمة مصر وشعبها، وأن مصر وطنه مثل وطن أي مصري سيعيش ويموت فيه وسيحكم التاريخ بما له وعليه.[51]

فيما أكد الفريق أحمد شفيق رئيس الوزراء أن لديه إصرارا علي النجاح في مهمته الجديدة وعبور الأزمة الراهنة التي تمر بها البلاد.
- عقب كلمة الرئيس حسني مبارك أصدر فتحي سرور رئيس مجلس الشعب وصفوت الشريف رئيس مجلس الشوري قرارين بتأجيل جلسات مجلسي الشعب والشوري لحين الانتهاء من الفصل في الطعون علي صحة العضوية.[53]
- المتظاهرون في ميدان التحرير يرفضون خـطاب مبارك ويطالبونه بالرحيل فوراً.[54]
- أعلنت القوات المسلحة إلقاء القبض على بعض الأفراد الذين كانوا يرتدون الزى العسكري ويندسون بين المدنيين، لإشاعة الفتنة وبث الشائعات، وضبطت معهم بعض الأسلحة النارية. وسيتم التعامل معهم.[55]
- أعرب البيت الأبيض عن ارتياحه إلى ضبط النفس الذي أبدته القوات المسلحة في مواجهة المتظاهرين، ودعا إلى المحافظة على الهدوء، مؤكداً أن الشعب المصري هو من يقرر مصيره.[56]

## 2 فبراير 2011
- دعوة الجيش المحتجين إلى مغادرة الشوارع وجرى تقليل ساعات حظر التجول.
- تجمع الحشود في ميدان التحرير لليوم التاسع من الاحتجاجات استجابة لدعوات إطلاق «المسيرة المليونية» ورفضاً لخطاب مبارك الذي رفض التنحي.
- خروج مجموعات مؤيدة للرئيس مبارك في ميدان مصطفى محمود بالمهندسين لأول مرة منذ اندلاع الثورة تطالب بـ«الاستقرار» و«دعم» الرئيس مبارك متعطافين مع خطابه الأخير، وشاركهم عدد من الفنانين والإعلاميين ولاعبي كرة القدم وقد وقعت مصادمات بينهم وبين معارضين للرئيس من أهالي المنطقة.[57]
- توجه مجموعة من مؤيدي مبارك مصطحبين بعض البلطجية وأصحاب السوابق الجنائية بالخيول والجمال حاملين العصي والأسلحة البيضاء والهراوات صوب ميدان التحرير، حيث اقتحموا ميدان التحرير بالقوة في محاولة منهم لإخراج المحتجين هناك.وقد اعتدوا بعنف على المتظاهرين هناك، ثم تراشق الطرفان بالحجارة في معارك كر وفر استمرت لساعات حاول فيها المتظاهرون حماية أنفسهم وتحول قلب ميدان التحرير إلى مستشفى ميداني يعج بالجرحى.[58]

وبحسب روايات شهود العيان، رمى مؤيدو مبارك في وقت لاحق بـقنابل حارقة "مولوتوف" وقطع من الأسمنت على المعتصمين في ميدان التحرير من أسطح البنايات المجاورة وأصابت بعضها مبنى المتحف المصري وكانت قوات الجيش قد رفضت التدخل التزاماً بالوقوف على الحياد، ولكنها أطلقت النار في الهواء في محاولة منها لتفريق المتظاهرين ، ويقول محتجون مطالبون بتنحي مبارك أن المهاجمين كانوا قوات شرطة ترتدي ملابس مدنية، وقد نشر نشطاء على موقع يوتيوب صوراً لهويات شرطة وبطاقات تابعة للحزب الوطني قيل أنه تم مصادرتها من المعتدين، وقد عرف الحادث إعلامياً باسم موقعة الجمل أو معركة الجمال، وقد أعلنت مصادر صحية أن عشرة أشخاص قد قتلوا وأصيب أكثر من 830 في الاشتباكات ، وقد كشفت التحقيقات بعد الثورة تورط قيادات كبرى في نظام مبارك، وأعضاء بالحزب الوطني ورجال أعمال في الاعتداء على المتظاهرين.
- وصف رئيس الوزراء المصري أحمد شفيق ماحدث في ميدان التحرير بانه مهزلة بكل معانيها مشيرا إلى أنه سيتم التحقيق ومحاسبة مرتكبيها.[59]
- رفض وزارة الخارجية المصرية في بيان لها الدعوات الأمريكية والأوروبية إلى أن يبدأ الانتقال السياسي على الفور.
- أعلنت مصادر مسؤولة بالجهاز القومى لتنظيم الاتصالات عودة خدمة الإنترنت بشكل طبيعى، وقالوا إن مستخدمى الشبكة قد يواجهون بعض البطء في التحميل، نتيجة إقبال المستخدمين على الشبكة بعد عودتها.[60]

بعد انقطاع خدمة الإنترنت 6 أيام وبعد7 ساعات من وعد رئيس الوزراء الجديد أحمد شفيق باعادة بث خدمة شبكة المعلومات الدولية الإنترنت إلى مصر استقبل صباح 2 فبراير نحو 61 مليون مستخدم الخدمة من جديد. وقد بلغت الخسائر جراء قطع الإنترنت إلى حوالي 51 مليار جنيه.
- قرر النائب العام المستشار الدكتور عبد المجيد محمود منع كل من : حبيب العادلي وزير الداخلية السابق ، وأحمد المغربي وزير الإسكان، وزهير جرانة وزير السياحة السابق، إضافة إلى أحمد عز أمين التنظيم السابق في الحزب الوطني ، من السفر وآخرين، وتجميد حساباتهم في البنوك. بسبب جرائم الاستيلاء وتسهيل الاستيلاء على المال العام والإضرار العمدى به والتربح والغش إلا أنها كانت في سبيلها لإستكمال التحقيقات حتى تكتمل الأدلة فيها.

وقد قرر النائب العام فتح تحقيق مع حبيب العادلي بشأن ما جرى من احداث.
- أكد السيد عمر سليمان نائب رئيس الجمهورية أن حركة 25 يناير لم تكن حركة تخريبية ولكن اندست بينها عناصر لها أجندات خاصة، مشيرا إلى أن مطالبها مشروعة ومقبولة.[63]

كما أكد أن جمال مبارك نجل الرئيس حسنى مبارك وأمين لجنة السياسات بالحزب الوطني لن يرشح نفسه للرئاسة المقبلة.
- تم تشديد الرقابة في الصالة رقم4 المخصصة للطائرات الخاصة، تحسبا من تهريب حقائب مملوءة بالأموال والمشغولات الذهبية.[65]
- وصفت عدة صحف أمريكية وبريطانية الاشتباكات التي وقعت في مصر بين معارضي الرئيس مبارك ومؤيديه في ميدان التحرير، بأنها أقرب إلى حرب أهلية، وقالت إن النظام المصري أظهر ما سمته بتفاهته من جديد وعدم قدرته على الإتيان بخطوة لائقة تجاه الأمور، مؤكدة أن الاشتباكات الدموية أكدت وجود خطة وحشية لإبقاء قبضة النظام على السلطة.[66]

3 فبراير 2011
- تجدد الاشتباكات في محيط ميدان التحرير، حيث حاول مؤيدو مبارك وبعض البلطجية اقتحام الميدان وارهاب المتظاهرين من جهة ميدان الشهيد عبد المنعم رياض وكوبري 6 أكتوبر، لكن الجيش تصدى لهم ومنع وصولهم للميدان.
- إصدار النائب العام المصري عبد المجيد محمود قرارًا بمنع سفر أحمد عز[ ؟ ] أمين التنظيم السابق في الحزب الوطني، ووزير الداخلية السابق حبيب العادلي، ووزير السياحة السابق زهير جرانة، ووزير الإسكان أحمد المغربي وجاء في القرار تجميد حسابات المصارف لهؤلاء، كما شمل القرار عددًا آخر من المسؤولين.
- بدأ أربعة آلاف شخص مسيرة في السويس شمال شرقي القاهرة لمطالبة مبارك بالتنحي.
- المتحدث الرسمى باسم مشيخة الأزهر ترك منصبه وانضم إلى المتظاهرين في ميدان التحرير ويساندهم بكل ما أوتى من قوة، ولن يترك الميدان إلا برحيل الرئيس مبارك عن الحكم.[67]
- أعلنت أحزاب المعارضة الرئيسية رفضها تلبية دعوة عمر سليمان للحوار من أجل الخروج من الأزمة الحالية، ومنها الوفد والتجمع والناصرى والجبهة، فيما شارك 21 من الأحزاب الصغيرة في الحوار في مقر مجلس الوزراء.[68]
- تم وضع اللواء حبيب العادلى وزير الداخلية السابق و 3 من القيادات الأمنية تحت الحراسة الجبرية في منازلهم، بمحافظة 6 أكتوبر، كما ترددت أنباء عن اعتقال عدد آخر من القيادات ووضعهم في السجن الحربى؛ بسبب الأحداث الأخيرة التي شهدتها البلاد من انفلات أمنى وسحب رجال الشرطة من جميع المواقع، إضافة إلى تحقيقات أخرى حول أحداث ميدان التحرير في موقعة الجمل وبعدها.[69]
- الأجهزة الأمنية ضبطت 313 سجيناً هارباً و 447 قطعة سلاح متنوعة في 18 محافظة. وأعلنت قوات الشرطة في 10 محافظات أنها ألقت القبض على 160 سجيناً.[70]
- أعلنت منظمة التعاون الاقتصادي والتنمية أن قطع الإنترنت لمدة 5 أيام في مصر أدي إلي حدوث خسائر تقدر بـ90 مليون دولار.[71]
- دعا رئيس الوزراء الإسرائيلي بنيامين نتنياهو إلي تعزيز إسرائيل وزيادة المساعدات الدولية لتقوية جيش الاحتلال الإسرائيلي وحماية أمنها الداخلي؛ مطالبا دول العالم بالضغط علي أية حكومة جديدة للالتزام بمعاهدة السلام.وأعرب عن قلق إسرائيل من أن سقوط نظام الرئيس مبارك قد يفتح الباب أمام الإسلاميين الأمر الذي قد يؤدي إلي عدم استقرار الأوضاع في الشرق الأوسط لعدة سنوات.[72]
- صرح الرئيس الأمريكي باراك أوباما بأنه يصلي من أجل السلام في مصر بعد العنف الذي شهدته القاهرة.[73]
- أكد الرئيس حسني مبارك أنه مستاء من العنف الذي شهده ميدان التحرير خلال الأيام القليلة الماضية مشددا علي أن الحكومة المصرية غير مسئولة عنه.[74]

## 4 فبراير 2011
- مئات الآلاف من المصريين يحتشدون في ميدان التحرير للمطالبة بإسقـاط النظام في ما وصفوه «بجمعة الرحيل» وقد أدى المسلمون صلاة الجمعة وحماهم الشباب المسيحي في مشهد مهيب.[75]
- خروج مظاهرات مليونية في العديد من المدن المصرية وبخاصة الإسكندرية.
- منع رشيد محمد رشيد وزير التجارة والصناعة السابق من السفر.[76]
- رئيس الوزراء أحمد شفيق يستبعد تنحي مبارك أو تسليم سلطاته لنائبه عمر سليمان ويقول أن بقاء مبارك رئيساً أمان لمصر ومهم من الناحية التشريعية.
- صندوق النقد الدولي أبدى استعداده تقديم المشورة لمصر فور استعادة الهدوء.[77]
- الإخوان يعلنون قبولهم الحوار بشرط أن يكون حوارا جادا منتجا مخلصا يبتغي المصلحة العليا للوطن. شريطة أن يتم في مناخ طبيعي ولا يحمل لغة التهديد والوعيد بغية التوافق حول طريقة الخروج من الأزمة العنيفة.[78]
- قرر الرئيس حسني مبارك بصفته الحاكم العسكري خفض ساعات التجول، لتبدأ في تمام الساعة السابعة مساء وحتى السادسة من صباح اليوم التالي.[79]
- طالبت لجنة الحكماء التي شكلها عدد من السياسيين والمفكرين الدولة بتحمل المسؤولية كاملة عن سلامة أبناء مصر جميعاً وفي طليعتهم الشباب المصري ، وتضمن البيان 4 مطالب هي:

1. تأمين حياة وحقوق وحريات جميع المحتجين من شباب مصر في ميدان التحرير وسائر ميادين القاهرة وجميع محافظات مصر، بما يضمن حقهم في الدخول إلى الميادين والخروج منها.
2. ضمان التوقف الفورى عن أعمال البلطجة وطرق التعدى الهمجى والوحشى على المواطنين.
3. التوقف الفورى عن اعتقال المشاركين في التجمعات التي تطالب بالتغيير والإصلاح.
4. تنتظر اللجنة كما ينتظر جميع الشباب من القوات المسلحة أن تؤدى دورها الوطني الذي اعتاد المواطنون أن يثقوا به.[80]

- أعلن عمرو موسى الأمين العام لجامعة الدول العربية استعداده لخلافة الرئيس حسنى مبارك ، أو خدمة بلاده في أي منصب كان.[81]
- إدارة الرئيس الأمريكي باراك أوباما تناقش مع مسؤولين مصريين اقتراحاً يقضى باستقالة الرئيس حسنى مبارك على الفور.[82]
- اشتداد أزمة الخبز في مختلف المحافظات، في حين تدخلت المخابز التابعة للقوات المسلحة للحد من شدة الأزمة.[83]

## 5 فبراير 2011
- استمرار المظاهرات الحاشدة في ميدان التحرير والمدن المصرية للمطالبة بإسقاط نظام مبارك.
- استقالة جمال مبارك نجل الرئيس وصفوت الشريف من هيئة مكتب الحزب الوطني الحاكم وتعيين الدكتور حسام بدراوي أميناً عاماً للحزب.[84]
- وضع وزير الداخلية السابق حبيب العادلي مع 3 من قياداته تحت الإقامة الجبرية
- انفجار يستهدف أنبوباً للغـاز بين مصر والأردن وإسرائيل تقرر وقفاً مؤقتاً للواردات من الغاز المصري ومصدر أمني في شمال سيناء يؤكد تورط عناصر أجنبية في التفجير.[85]
- خبراء اقتصاديون من الشرق الأوسط يقدرون ثروة عائلة الرئيس المصري حسني مبارك بنحو 70 مليار دولار أمريكي، تتركز غالبيتها في أرصدة في بنوك بريطانية وسويسرية وعقارات في لندن ونيويورك ولوس أنجلوس.
- محمود وجدى وزير الداخلية يشدد علي زيادة الدوريات الأمنية في الشوارع لضبط كافة الجرائم والتصدى لمحاولات رفع الأسعار.[86]
- أعلن القاضي الدكتور سري صيام رئيس محكمة النقض ورئيس مجلس القضاء الأعلى أن المحكمة بدأت في توزيع كافة الطعون في صحة العضوية لاعضاء مجلس الشعب على دوائر المحكمة لكي يتم البدء في تحقيقها والانتهاء منها، وأن عدد الطعون وصل إلى 1527 طعنا على انتخابات الشعب.[87]
- أكد الدكتور محمد البرادعى المدير السابق للوكالة الدولية للطاقة الذرية أن مبارك عليه الرحيل بشكل فورى، مشيراً إلى أن المصريين على استعداد أن يعطوه خروجاً آمناً وبكرامة.[88]
- اتخاذ تدابير أمنية مشددة علي المعابر علي طول المجري الملاحي لقناة السويس ، وذلك بعد ورود معلومات عن تسلل أعداد كبيرة من عناصر حزب الله وحركة حماس إلي داخل الأراضي المصرية بهدف إحداث أعمال تخريبية.[89]

6 فبراير 2011
- أجرت جماعات المعارضة وبينها جماعة الاخوان المسلمين وبعض المستقلين حواراً مع عمر سليمان نائب الرئيس تم فيه التوافق على تشكيل لجنة لإعداد تعديلات دستورية في غضون شهور، والعمل على إنهاء حالة الطوارئ وتشكيل لجنة وطنية للمتابعة والتنفيذ وتحرير وسائل الإعلام والاتصالات وملاحقة المتهمين في قضايا الفساد.
- عقد أول لقاء مباشر مع نائب رئيس الجمهورية عمر سليمان وعدد من شباب الثورة، عبروا من خلاله عن مطالبهم المشروعة بعد13 يوما من بدء حركتهم الوطنية.[90][91]
- النائب عمر سليمان يرفض مطلب شباب الثورة بأن يعلن الرئيس تفويض صلاحياته لنائبه.
- إعادة فتح البنوك بعد إغلاق استمر أسبوعا.
- أقام الآلاف في ميدان التحرير (أحد الشهداء) حيث صلى المسلمون صلاة الغائب على روح «الشهداء» الذين قتلوا في الأحداث، وأدى المسيحيون «قداس الأحد» بحضور الآلاف من المسلمين في مشهد مهيب يعبر عن توحد أطراف الشعب.
- أكد رئيس الوزراء أحمد شفيق ضرورة بقاء الرئيس مبارك في منصبه حتى نهاية فترة ولايته الرئاسية.[92]
- السلطات المصرية أفرجت عن وائل غنيم الناشط والمدون والمدير التسويقى في الشرق الأوسط وشمال أفريقيا بشركة جوجل.[93]
- رئيس الوزراء الإسرائيلي بنيامين نيتانياهو أصدر تعليماته بتعجيل إقامة السياج الأمني علي الحدود مع مصر في ظل الأزمة الراهنة.[94]
- تقدم النائب السابق مصطفى بكرى ببلاغ ضد وزير السياحة السابق زهير جرانه يتهمه فيه بتبديد أموال صندوق الحج والعمرة التابع لوزارة السياحة والمخصصة أمواله لصندوق الكوارث.[95]
- هاجمت مجموعات إرهابية مسلحة في ساعة مبكرة من صباح يوم 6 فبراير معسكرا للأمن المركزى في مدينة رفح شمال سيناء مستخدمة الأسلحة النارية، وقد تصدت قوات الأمن وأهالي القبائل للهجوم الإرهابى.[96]

## 7 فبراير 2011
- استمرار المظاهرات الحاشدة في ميدان التحرير والمدن المصرية للمطالبة بإسقاط نظام مبارك. والمتظاهرون يمنعون قوات الجيش المصري من فتح مجمع التحرير للضغط على السلطات.
- ثوار التحرير يطالبون باستعادة الأموال المنهوبة.[97]
- إعلان الجيش المصري عن تقصير فترة حظر التجوال ليصبح من الساعة الثامنة مساءً إلى الساعة السادسة صباحاً.
- بدأ النيابة المصرية بالتحقيق في مزاعم بمسؤولية وزارة الداخلية عن تفجير كنيسة القديسين، والعادلي يتهم كبار مساعديه بالتسبب في انهيار الشرطة.
- اجتماع الرئيس حسني مبارك بالحكومة الجديدة في مقر رئاسة الجمهورية بمصر الجديدة، وحضر الاجتماع نائبه عمر سليمان والفريق أحمد شفيق رئيس الوزراء والدكتور فتحي سرور رئيس مجلس الشعب وصفوت الشريف رئيس مجلس الشورى والمشير حسين طنطاوي وزير الدفاع والإنتاج الحربي.
- أصدر الرئيس حسنى مبارك القرار رقم 54 لسنة 2011 بتشكيل لجنة دراسة واقتراح تعديل بعض الأحكام الدستورية والتشريعية.[98]
- بدأ المتظاهرون في ميدان التحرير محاولات تشكيل ائتلاف يمثل شباب ثورة 25 يناير، والعديد من القوي الوطنية ، وحركات الاحتجاج مثل: شباب 6 إبريل ، والعدالة والحرية، وبعض أعضاء الحملة الشعبية لدعم البرادعي ومطالب التغيير ، وشباب حزب الجبهة الديمقراطية ، بالإضافة إلي شباب الثورة المستقلين الذين لا ينتمون إلي أي تيارات سياسية أو حركات احتجاجية.[99]
- بلاغـات جـديدة ضد عــز والمغــربي وجـــرانة وعدد من الوزراء والمسئولين السابقين ، حيث تحتوي عرائض اتهامات بالاستيلاء علي المال العام

والإضرار العمد بأموال الشعب مع سبق الإصرار والترصد.
- اتهامات لـ جرانة بحصوله على 30 % من تأشيرات الحج والعمرة و 20% لـشاهيناز النجار، حيث أطلعت نيابة الأموال العامة العليا زهير جرانه وزير السياحة السابق على البلاغات المقدمة ضده للنيابة، والتي حملت تهما بالاستيلاء وتسهيل الاستيلاء على المال العام.[101]
- قرر النائب العام، تشكيل لجان لفحص أرصدة أحمد عز[ ؟ ] ، وزهير جرانة، ويوسف بطرس غالى، وحبيب العادلي، ورشيد محمد رشيد، وتوجهت هذه اللجان إلى البنوك أمس للبدء في عملها.[102]

## 8 فبراير 2011
- المليونية الثالثة في أسبوع الصمود حيث استمرت المظاهرات الحاشدة في ميدان التحرير والإسكندرية وعدد من المدن المصرية للمطالبة بإسقاط نظام مبارك، والمتظاهرون في القاهرة يعطلون المؤسسات الحكومية حيث تظاهر الآلاف أمام مجلسي الشعب والشورى، ومقر رئاسة الوزراء.[103]
- احراق مبنى محافظة بورسعيد.
- ظهور بعض الإضرابات والاعتصامات الفئوية بعدد من المؤسسات منها روزاليوسف والعاملين بالتلفزيون المصري.
- قرر الرئيس حسني مبارك تشكيل لجنة دستورية تتولي دراسة التعديلات المطلوبة في الدستور، ولجنة للمتابعة تتولي متابعة التنفيذ الأمين لما تم التوافق عليه بين أطياف الحوار الوطني. كما قرر إنشاء لجنة ثالثة لتقصي الحقائق نزيهة ، ومستقلة ، ومحايدة من شخصيات مصرية مشهود لها بالنزاهة والمصداقية؛ لتتولي تقصي الحقائق حول أحداث 2 فبراير 2011، والتجاوزات المرفوضة في حق المتظاهرين وما اوقعته من ضحايا أبرياء بين أبناء الوطن.[104]
- تبدأ نيابة الأموال العامة العليا تحقيقاتها مع الدكتور حاتم الجبلي وزير الصحة السابق حول تضخم ثروته التي بلغت نحو 12 مليار جنيه.[105]
- الشباب يطلقون مبادرة لإنقاذ البورصة ويدعون كل مواطن لشراء أسهم بـ 100 جنيه، وذلك لحماية البورصة من الانهيار المتوقع.[106]

## 9 فبراير 2011
- استمرار المظاهرات الميدانية في الميادين والمناطق الحيوية بكافة المحافظات.
- ارتفاع عدد المظاهرات الفئوية لأول مرة منذ اندلاع ثورة الخامس والعشرين من يناير، حيث حاصر الآلاف مقر محافظة كفر الشيخ وأحرقوا مقر القوى العاملة، كذلك دخل عمال المصانع البترولية مثل بتروتريد" و"بترومنت" و"إبيسكو" و"التعاون" و"أنابيب البترول" في إضراب وذلك للتعبير عن مطالبهم ورفضهم لاستمرار المهندس سامح فهمي وزيراً للبترول، وقطع موظفو الهلال الأحمر في رمسيس الشارع محتجين على عدم تعيينهم رغم عملهم لمدة تتجاوز العشرين عاما، وشارك أيضاً في الإضرابات عمال ورش بولاق وورش كوم أبوراضي وعمال شركة مياه الشرب والصرف الصحي بالقاهرة وهيئة النظافة.
- اضطرابات في نقابة الصحفيين، حيث عقد بعضهم مداولات لسحب الثقة من نقيب الصحفيين مكرم محمد أحمد بسبب مواقفه الموالية للنظام وهجومه على ثورة 25 يناير، وقد تظاهر بعض الصحفيين بمقر النقابة وطردوه ، وفي صحيفة الأهرام أصدر الشباب من الصحفيين العدد الأول من ملحق «شباب التحرير» معبرين عن رفضهم لسياسة إدارة التحرير المناهضة للثورة.
- أيدت محكمة جنايات القاهرة قرار المستشار الدكتور عبد المجيد محمود النائب العام بمنع كل من: زهير جرانه وزير السياحة السابق، وأحمد المغربي وزير الإسكان السابق، ورشيد محمد رشيد وزير التجارة والصناعة السابق، ورجل الأعمال أحمد عز أمين التظيم السابق بالحزب الوطني، وخمسة مسئولين أخرى ن من التصرف في حساباتهم وأرصدتهم البنكية الشخصية.[107]
- كشف فريق التحقيق في حصر الخسائر في المنشآت الشرطية عن أن99 من أقسام الشرطة في عدة محافظات تم تدميرها وإحراقها، عقب التظاهرات الحاشدة التي وقعت في جمعة الغضب.[108]
- طالب نائب الرئيس الأمريكي جو بايدن من نظيره المصري عمر سليمان الحكومة المصرية بوضع حد للتحرشات بالمحتجين والإلغاء الفوري لقانون الطواريء الذي يسمح باعتقال الأشخاص بدون اتهام.[109]
- عقد المجلس الأعلى للقوات المسلحة اجتماعا برئاسة المشير محمد حسين طنطاوي القائد العام للقوات المسلحة وزير الدفاع والإنتاج الحربى لبحث الإجراءات والتدابير اللازمة للحفاظ على الوطن ومكتسبات وطموحات شعب مصر العظيم.وأصدر المجلس بيانا رقم1.[110]
- أصدر الدكتور أحمد شفيق رئيس مجلس الوزراء القرار رقم 294 لسنة 2011 بتشكيل لجنة تحقيق وتقصى حقائق بشأن الانتفاضة الشبابية، للتحقيق في الأحداث التي حدثت في ثورة 25 يناير بداية من 25 يناير حتى أحداث 2 فبراير موقعة الجمل.[111]
- دعا المتظاهرون بميدان التحرير إلى تنظيم مسيرة تضم 10 ملايين مواطن الجمعة 9 فبراير تحت مسمى جمعة الحسم، مطالبين الشعب المصري بتنظيم المسيرة الحاشدة لإسقاط ورحيل الرئيس مبارك وذلك قبل انتهاء المدة التي حددها له الدستور.[112]

## 10 فبراير و 11 فبراير 2011
- توفى الفريق سعدالدين الشاذلى رئيس أركان حرب القوات المسلحة الأسبق بالمركز الطبى العالمي التابع للقوات المسلحة عن عمر يناهز 89 عام بعد صراع طويل مع المرض.[113]
- إعلان مدير وكالة المخابرات المركزية الأمريكية ليون بانيتا عن تقارير باحتمال تنحي مبارك خلال ساعات (الخميس ليلاً)، كما صرح د.حسام بدراوي الأمين العام للحزب الوطني الديمقراطي بأنه يتوقع أن يستجيب الرئيس مبارك لمطالب المتظاهرين قبل الجمعة، ووفق ما أوردته البي بي سي فإن الفريق أحمد شفيق رئيس الوزراء بدوره أكد أن الرئيس مبارك قد يتنحى.
- نزول العشرات من المواطنين إلى ميدان التحرير بالقاهرة بعد تردد أنباء عن احتمال تنحي مبارك.
- الرئيس مبارك يوجه خطابه الثالث للشعب المصري ويفــاجأ الجميع حيث رفض التنحي وأعلن تفويض سلطاته لنائبه عمر سليمان، وقد استهل مبارك خطابه بكلمة للشباب المحتجين في ميدان التحرير وفي كل الميادين، قائلاً إنه يعتز بهم كرمز لجيل مصري جديد، وشدد على أن دماء شهدائهم لن تضيع هدراً، وأنه لن يتهاون في معاقبة المتسببين عنها، وأكد حرصه على تنفيذ كل ما وعد به، وأنه يعرف أن مطالب الشباب عادلة ومشروعة، مشيراً إلى أن الأخطاء واردة في كل نظام سياسي، لكن الحرج والعيب كل العيب هو الإملاءات الأجنبية من الخارج أياً كان مصدرها أو مبرارتها، وجدّد مبارك تأكيده على أنه لن يترشح للانتخابات الرئاسية، وأنه متمسك بالاستمرار حتى نقل السلطة لمن يختاره الناخبون في الانتخابات المقبلة، وأشار إلى أن الحوار الوطني بدأ بالفعل وأنه أسفر عن توافق مبدئي لوضع خريطة طريق للانتقال السلمي للسلطة حتى سبتمبر/أيلول المقبل، وقال مبارك إنه بمقتضى الصلاحيات المخولة له تقدم بطلب تعديل خمس مواد دستورية مع تأكيد الاستعداد للتقدم بأي تعديلات أخرى في في وقت لاحق، وتهدف تلك التعديلات لتسهيل شروط الترشح للرئاسة وتعديل مدد الرئاسة والتمهيد لإلغاء قانون الطوارئ، وشدّد الرئيس المصري على أنه لم يخضع يوماً لضغوط أو إملاءات، وأنه عمل على أمن واستقرار مصر وشهد حروبـها وأنها ستظل أرض المحيا والممات وبلداً عزيزاً لا يفارقه.
- رفض المتظاهرون في ميدان التحرير لخـطاب مبارك الذي خيب آمالهم ورفض فيـه التنحي عن سدة الحكم، وقد قاطع المتظاهرون خطاب مبارك عندما شرع في القول بأنه قد أفنى عمره دفاعاً عن أرض مصر، حيث غضبوا وطالبوه بالرحيل، وقد رفع بعض المتظاهرين أحذيتهم ولوحوا بها أمام الشاشة التي كانت تبث الخطاب تعبيراً عن غضبهم من عدم استجابة الرئيس لمطالبهم ورثائه لنفسه، وبعد انتهاء الخطاب هتف المتظاهرون في حالة غضب شديدة «يسقط يسقط حسني مبارك»، «ارحل» وطالبوا بتدخل الجيش المصري والتوجه للقصر الجمهوري في «جمعة التحدي»، وقد حذر البرادعي من أن البلاد على وشك انفجار وعلى الجيش أن يتدخل.
- النائب عمر سليمان يوجه كلمة للشعب المصري عقب تفويضه بسلطات رئيس الجمهورية طالب فيها المواطنون بالنظر للمستقبل وعدم السماع لأجندات التخريب والفوضى ، وجدد تعهده بتنفيذ ما تم التوافق عليه في الحوار الوطني، وطالب الشباب بالعودة لديارهم، وقد رفض المتظاهرون من جديد خطابه وطالبوه بالرحيل وهتفوا «مش هنمشي.. هو يمشي»، «باطل».

أكد السيد عمر سليمان نائب رئيس الجمهورية أن ما أعلنه الرئيس حسني مبارك في كلمته يؤكد حسه الوطني وانحيازه لمطالب الشعب. وأكد سليمان في كلمة له إلى الشعب التزامه بإجراء كل ما يلزم لتحقيق الانتقال السلمي للسلطة وفقا للدستور.
- تلقى مجلس الشورى خطاب الرئيس مبارك بتعديل 5 مواد في الدستور وهي 76 و 77 و 88 و 93 و 189 وإلغاء المادة 179 من الدستور.[115]
- أكدت مصادر ما ذكره موقع دبكا العبرى المتصل بالاستخبارات الإسرائيلية، من أن قطعاً من البحرية الأمريكية التابعة للأسطول الخامس الأمريكي تحركت الأربعاء في اتجاه قناة السويس ، وهو ما وصفه الموقع بأنه يعبر عن مخاوف الولايات المتحدة من انفجار الموقف في مصر وخروجه عن السيطرة، والخوف من حدوث أي تهديد لحركة الملاحة في قناة السويس [116]، وهو ما قد تم نفيه بعد ذلك.[117]
- ذكرت صحيفة تايمز[ ؟ ] البريطانية أن السعودية هددت بدعم الرئيس حسنى مبارك إذا حاول البيت الأبيض الضغط من أجل تغيير فورى للنظام المصري.

وذكرت الصحيفة أن العاهل السعودي الملك عبد الله بن عبد العزيز طلب من الرئيس الأمريكي باراك أوباما، خلال اتصال هاتفى في 29 يناير الماضي ألا يهين الرئيس مبارك.
- صرح رئيس الاتحاد العام للغرف التجارية بأن رؤساء الغرف التجارية اكدوا للدكتور أحمد شفيق رئيس مجلس الوزراء خلال لقائه معهم ان حركة الأسواق بدأت تعود تدريجيا الي طبيعتها.[119]

11 فبراير 2011
- أعلن السيد عمر سليمان نائب رئيس الجمهورية تنحى الرئيس محمد حسنى مبارك عن السلطة.جاء ذلك خلال بيان اذاعه سليمان بنفسه من مقر رئاسة الجمهورية.[120]

وبعد نبأ تنحي مبارك انفجرت مظاهر الفرحة العارمة في شتي أنحاء البلاد، وخرج الملايين في جميع المحافظات إلي الشوارع والميادين ابتهاجا بتحقق أول مطالب الثورة المتمثل في إسقاط النظام.
- بعد ساعات من اعلان تنحى الرئيس مبارك عن الحكم بدأ شباب الثورة حملة ضخمة لتنظيف ميدان التحرير.[122]
- نقلت شبكة «سي إن إن» الإخبارية الأمريكية عن أوباما قوله في بيان ألقاه بالبيت الأبيض تعقيبا على الإعلان عن تنحي الرئيس مبارك إن الشعب المصري تكلم وأصواته سمعت ولن تكون مصر أبدا هي نفسها التي كانت من قبل.

وأشار أوباما في بيانه إلى أنه بتنحي الرئيس مبارك فإنه استجاب إلى تعطش الشعب المصري نحو التغيير لكن هذا ليس نهاية لعملية الانتقال في مصر بل هي البداية.
- في «جمعة الزحف»: حشود مليونية تتجاوز العشرة ملايين في أنحاء الجمهورية مع الزحف على قصور الرئاسة وبخاصة قصر القبة الرئاسي بالقاهرة والقصر الرئاسي برأس التين بالإسكندرية.
- أعلن المجلس الأعلى للقوات المسلحة البيان الثاني له وفيه ما يلي :

1. إنهاء حالة الطوارئ فور انتهاء الظروف الحالية.
2. الفصل في الطعون الانتخابية ومايلى بشأنها من اجراءات.
3. إجراء التعديلات التشريعية اللازمة وإجراء انتخابات رئاسية حرة ونزيهة في ضوء ما تقرر من تعديلات دستورية.
4. تلتزم القوات المسلحة برعاية مطالب الشعب المشروعة والسعى لتحقيقها من خلال متابعة تنفيذ هذه الإجراءات في التوقيتات المحددة بكل دقة وحزم حتى يتم الانتقال السلمى للسلطة وصولا للمجتمع الديمقراطى الحر الذي يتطلع إليه أبناء الشعب.
5. تؤكد القوات المسلحة على عدم الملاحقة الأمنية للشرفاء الذين رفضوا الفساد وطالبوا بالإصلاح، وتحذر من المساس بأمن وسلامة الوطن والمواطنيين، كما تؤكد على ضرورة اتنظام العمل بمرافق الدولة وعودة الحياة الطبيعية حفاظا على مصالح وممتلكات الشعب.[124]

- أكدت قناة العربية التلفزيونية أن الرئيس المصري حسني مبارك وأفراد أسرته غادروا القاهرة إلى منتجع شرم الشيخ على البحر الأحمر.[125]
- نقلت شبكة «أي بي سي» الأخبارية الأمريكية عن مصادر في الاستخبارات الأمريكية قولها إن ثروة الرئيس المصري السابق حسني مبارك وعائلته تتراوح بين مليار و 5 مليارات دولار، وليس كما اشيع في الآونة الأخيرة في تقارير لوسائل الاعلام قالت إن اموال عائلة مبارك في البنوك الأجنبية تترواح بين 40 و 70 مليار دولار.[126]
- شيعت عقب صلاة الجمعة جنازة الفريق سعد الدين الشاذلي رئيس أركان حرب القوات المسلحة خلال حرب أكتوبر الذي وافته المنية عن عمر يناهز89 عاما.[127]
- قدم الدكتور حسام بدراوي الأمين العام للحزب الوطني وأمين السياسات استقالته من جميع مناصبه بالحزب الوطني وذلك بسبب عدم وفاء الحزب بمطالب الشعب وأولويات ثورة الشباب.[128]
- نجحت الأجهزة الأمنية المعنية بوزارة الداخلية خلال الأيام الماضية في إلقاء القبض على 10 آلاف و 147 سجينا هاربا في عدد من المحافظات من إجمالي 23 ألفا و 60 سجينا هاربا.[129]

## مابعد رحيل مبارك
بعد تنحي الرئيس محمد حسني مبارك عن رئاسة البلاد، وتركه للسلطة تحت تصرف المجلس العسكري. أصبح المجلس الأعلى للقوات المسلحة هو القائم بأعمال رئيس الجمهورية وهو رئيس الفترة الانتقالية ؛ وهي فترة ما بعد تنحى مبارك حتى انتخاب رئيس جديد.
ونستعرض في هذا القسم «ما بعد تنحى مبارك» الأحداث التي شهدتها هذه الفترة منها: القبض على مبارك وأولى جلسات محاكمته هو ووزرائه ونجليه، مرورا بالعديد من المليونيات والمظاهرات وفض اعتصامات من قبل قوات الجيش وانتهاكات الجيش. ونصل في النهاية إلى أواخر العام حيث أحداث محمد محمود وأحداث مجلس الوزراء، وبداية التجهيز لانتخابات مجلس الشعب.

## 12 فبراير 2011
- بلاغات للنائب العام تتهم مبارك والعادلى بالقتل العمد والتحريض على تخريب البلاد ، وإطلاق الرصاص الحى على المتظاهرين وسحب قوات الشرطة من الشوارع؛ لإحداث الفوضى في البلاد وتحريض البلطجية والمسجونين والمسجلين خطر على تخريب البلاد.

وبلاغات ضد عز والشريف وسرور وعدد من أعضاء مجلس الشعب والشورى يتهمونهم فيها بارتكاب ممارسات أدت إلى المساس باستقلال البلاد ووحدتها وسلامتها واستخدام القوة والعنف والتهديد والترويع والتحريض على تخريب ممتلكات الوطن.
- أعلن الدكتور زاهى حواس وزير الدولة لشؤون الآثار عن سرقة ثمانى قطع أثرية للملك الذهبي توت عنخ أمون (1336-1327) وذلك في أحداث 28 يناير، إضافة إلي إتلاف بعض الأثار المعروضة.[131]
- بعد إرغام مبارك على التخلي عن السلطة تبنى مصريون حملة لمطالبة العالم بتجميد حسابات قادة نظام مبارك تمهيدا لإعادتها إلى مصر، والبيان المفتوح على الإنترنت لكي يوقع عليه المصريون.[132]

## 13 فبراير 2011
- أعلن الدكتور أحمد شفيق رئيس مجلس الوزراء أن مبارك موجود حتى الآن في شرم الشيخ، وذلك في مؤتمر صحفى عقده رئيس مجلس الوزراء وحضره ممثلوا وكالات الأنباء والصحف والقنوات الفضائية.[133]
- قرر المجلس الأعلى للقوات المسلحة حل مجلسى الشعب والشورى وتعطيل العمل بأحكام الدستور جاء ذلك في البيان رقم الخامس للمجلس الأعلى للقوات المسلحة.

كما قرر المجلس الأعلى للقوات المسلحة أن يتولى المجلس إدارة شئون البلاد لمدة ستة أشهر أو انتهاء انتخابات مجلسى الشعب والشورى والرئاسة، والالتزام بالمعاهدات الدولية وأن تظل حكومة الفريق أحمد شفيق والمحافظون في مراكزهم.
وحذر المجلس الأعلى للقوات المسلحة من خطورة تزايد الوقفات الاحتجاجية الفئوية على الاقتصاد القومى، مؤكداً أنها تؤدى إلى آثار سلبية من شأنها إرباك مؤسسات الدولة ومرافقها.
- صرح شفيق في مؤتمر صحفي أن الموقف الاقتصادي صلب ومتماسك ويوجد مخزون من السلع الاستراتيجية يكفي لفترة كافية، وأضاف ان المجلس يولي أهمية قصوي لتحقيق الأمن والاستقرار في البلاد.[136]
- خرب بعض المسلحين الملثمين بشمال سيناء معظم منشآت الشرطة وسلبوا ونهبوا محتوياتها والاستراحات الخاصة بكبار القادة، كما تم نهب وسلب شقق بعض ضباط وأفراد الشرطة.[137]
- التقى السيد محمود وجدى وزير الداخلية بالضباط والأفراد الذين قاموا بتنظيم وقفة احتجاجية أمام مقر الوزارة بوسط القاهرة للمطالبة بتحسين أوضاعهم الوظيفية والمعيشية.[138]
- طلبت وزارة الخارجية من الاتحاد الأوروبى تجميد أرصدة أحمد عز[ ؟ ] أمين التنظيم السابق بالحزب الوطنى[ ؟ ]، والدكتور أحمد نظيف رئيس الوزراء السابق، وزهير جرانة وأحمد المغربي ورشيد محمد رشيد وأنس الفقى وزراء السياحة والإسكان والتجارة والإعلام السابقين؛ وذلك بموجب اتفاقية مكافحة الفساد التي وقعت عليها مصر.[139]

## 14 فبراير 2011
- أعرب المجلس الأعلى للقوات المسلحة مجددا عن الأمل في إنهاء مهمته ، وتسليم الدولة خلال الستة أشهر إلى سلطة مدنية ورئيس منتخب بصورة سليمة وحرة تعبر عن توجهات الشعب.[140]
- استمرارا لمسلسل اختفاء الأمن ؛ شهدت 3 محافظات حالة من الانفلات الأمنى أسفرت عن مصرع 6 وإصابة 80 بعد وقوع معارك استخدمت فيها الأسلحة النارية والبيضاء.[141]
- تقدم محمد أنور عصمت السادات وكيل مؤسسي حزب الإصلاح والتنمية[ ؟ ] ببلاغ للنائب العام المستشار عبد المجيد محمود؛ طالب فيه بسرعة التحفظ علي جمال مبارك الأمين السابق للجنة السياسات بالحزب الوطني[ ؟ ] ومنعه من السفر؛ بتهمة إفساد الحياة السياسية والاقتصادية، والتسبب المباشر في قتل المتظاهرين أثناء أحداث ثورة 25 يناير.[142]
- وقف لاعبو فريقي برشلونة وسبورتنج خيخون دقيقة حداد قبل بدء مباراتهما تحية لشهداء الثورة المصرية التي اندلعت يوم 25 يناير الماضي وانتهت بتنحي الرئيس محمد حسني مبارك من منصبه.[143]
- أصدر المستشار عبد المجيد محمود النائب العام قرارا بمنع الدكتور عاطف عبيد رئيس مجلس الوزراء الأسبق من مغادرة البلاد ، وذلك لحين انتهاء التحقيقات في البلاغات المقدمة ضده.[144]
- اجتمع البابا شنوده الثالث بابا الأسكندرية وبطريرك الكرازة المرقسية بلجنة مصغرة من أعضاء المجمع المقدس ، وأصدرت الكنيسة بيان تنعي فيه شهداء الثورة وتعزي أسرهم، وأشاد البيان بدور القوات المسلحة تجاه الثورة، كما أيد قرار حل مجلسي الشعب والشورى.[145]
- تظاهر نحو عشرة آلاف ضابط شرطة أمام وزارة الداخلية في ميدان لاظوغلي، ثم اتجهوا إلي ميدان التحرير لإقناع المواطنين بأنهم لم يتقاعسوا عن أداء واجبهم. وقد اتهموا وزير الداخلية العادلي أنه من كان وراء انسحاب قوات الأمن فهو الذي أمر بذلك ، وطالبوا بإعدامه.[146]
- مصدر أمنى رفيع المستوى يؤكد أن اللواء إسماعيل الشاعر مساعد أول وزير الداخلية لمنطقة القاهرة مدير أمن القاهرة السابق قد وضع تحت الإقامة الجبرية بمنزله بحى المعادى. وذلك بسبب الانفلات الأمني الذي حدث بالثورة.[147]
- في محاولة من وزارة الداخلية لعودة العلاقات الطيبة وتحسين صورة الشرطة المصرية قامت الوزارة بإنشاء جروب علي موقع التواصل الاجتماعي الشهير الفيس بوك، وذلك لكي تتواصل مع الشباب وتعرف اقتراحاتهم وتعليقاتهم على الوضع الراهن.[148]

15 فبراير 2011
- قدم العادلى مستندات تشير إلى أن مساعديه للأمن العام وأمن الدولة والقاهرة ضللوه وقدموا له تقارير غير صحيحة عن المتظاهرين، وأنه أصدر قراراته لهم بالتعامل مع المتظاهرين، طبقاً لتلك التقارير.[149]
- ذكرت صحيفة يديعوت آحرونوت الإسرائيلية أن السلطات المصرية أجلت إعادة ضخ الغاز الطبيعى إلى إسرائيل، لأجل غير مسمى بعد أن كان مقررا إعادة ضخه.وقالت الصحيفة إن السلطات المصرية لن تعيد ضخ الغاز إلى إسرائيل بعد توقف ضخه منذ أسبوع إثر التفجير الذي لحق بخط تمديد الغاز إلى الأردن خلال ثورة الشعب المصري.[150]

## 16 فبراير 2011
- أصدر المستشار أحمد إدريس مستشار التحقيق قرارا بمنع كل من أمين أباظة وزير الزراعة السابق وزوجته وأولاده، ومحمد أبو العينين رجل الأعمال وزوجته وأولاده، وعمرو منسى رجل الأعمال وزوجته من مغادرة البلاد. بجانب التحفظ على أموالهم العقارية والمنقولة والسائلة بكافة البنوك وأسهمهم في البورصة.[151]
- تلقى النائب العام المستشار عبد المجيد محمود بلاغا من رجل الأعمال على الصفدى تحت رقم 1317/2011 اتهم فيه رئيس الوزراء الأسبق الدكتور عاطف عبيد بإهدار المال العام في صناعة السكر والاستيلاء على 15 مليار جنيه.وذلك خلال توليه وزارة قطاع الأعمال ورئاسة مجلس الوزراء.[152]
- أعلن السيد محمود وجدى وزير الداخلية عن حركة محدودة من التعيينات للمساعدين ومديرى الأمن ونواب مديرى الأمن والقطاعات، وقد شملت12 لواء شرطة.[153]
- ذكرت صحيفة يديعوت آحرونوت أن الحكومة الإسرائيلية وافقت على طلب مصر بإدخال وحدات إضافية من الجيش المصري إلى سيناء.[154]
- شدد فضيلة الامام الدكتور أحمد الطيب شيخ الأزهر الشريف أن المادة الثانية من الدستور والتي تقر بأن الشريعة الإسلامية هي من ثوابت الدولة والأمة وأي حديث عن تغييرها مثير للفتنة ومصادرة للحريات وللديمقراطية.[155]

## 17 فبراير
- أصدر المجلس الأعلى للقوات المسلحة مرسوما بقانون رقم 2 بمنح العاملين بالدولة علاوة خاصة نسبتها 15 % من الأجر الأساسي.[156]

اعتقل المجلس الأعلى للقوات المسلحة كلاً من وزير الداخلية السابق حبيب العادلي ووزير الإسكان السابق أحمد المغربي ووزير السياحة السابق زهير جرانة وتاجر الحديد والصلبأحمد عز وبدأ التحقيق معهم.
- تعاقدت هيئة السلع التموينية على شراء 180 ألف طن من القمح الأمريكي والفرنسي بأسعار تتراوح ما بين 345.37 إلى 360.90 دولار.[157]
- أمر النائب العام المستشار الدكتور عبد المجيد محمود بحبس كل من حبيب العادلى وزير الداخلية السابق، وأحمد عز أمين التنظيم بالحزب الوطني السابق، وزهير جرانه وزير السياحة السابق وأحمد المغربي وزير الإسكان السابق 15 يوما على ذمة التحقيقات.[158]
- إدارة جمعية الأورمان تقدم 10 رحلات عمرة مناصفة بين أمهات الشهداء من أبناء ثورة يناير وأمهات شهداء الشرطة.[159]

18 فبراير 2011  :
- نزول الملايين إلى ميدان التحرير للاحتفال فيما سمي بجمعة النصر.[160]
- تظاهر عدة آلاف أمام مسجد مصطفى محمود بشارع جامعة الدول العربية فيما أسموه «بجمعة الوفاء» للمطالبة بتكريم الرئيس السابق محمد حسنى مبارك.[161]

19 فبراير 2011
- أعلن الدكتور سعد الكتاتنى عضو مكتب الإخوان المسلمين والمتحدث الرسمى باسم جماعة الإخوان عدم نية الجماعة ترشيح رئيس للجمهورية منها في الانتخابات القادمة وعدم سعى الإخوان للحصول على أغلبية في مجلسى الشعب والشورى القادمين.[162]
- تم ترحيل حبيب العادلى إلى سجن المزرعة بطرة وسط حراسة مشددة من رجال القوات المسلحة ومديرية أمن حلوان بإشراف اللواء محمود وجدى وزير الداخلية.[163]
- أعلنت هيئة الرقابة المالية المصرية عن بدء تنفيذ إجراءات صارمة ضد من صدر بشأنهم قرارات من النائب العام بتجميد أرصدتهم بالبنوك ومنعهم من السفر ؛ وذلك بهدف منعهم من التصرف في أسهمهم المسجلة بالبورصة المصرية.[164]
- أعلنت وزيرة الخارجية الأمريكية هيلارى كلينتون أن الولايات المتحدة تستعد لتقديم مساعدات بقيمة 150 مليون دولار لمصر في الوقت الذي تواجه فيه البلاد مشاكل اقتصادية عقب الثورة التي أطاحت بالرئيس السابق حسنى مبارك.[165]
- قضت دائرة شؤون الأحزاب في مجلس الدولة بالسماح بتأسيس حزب الوسط، وإلغاء قرار لجنة شؤون الأحزاب السياسية الصادر برفض تأسيس الحزب.[166]

20 فبراير 2011  :
- أعلنت الحكومة السويسرية عن اكتشاف عشرات الملايين من الفرنكات في حسابات تابعة للرئيس السابق حسنى مبارك، وأسرته و 5 من المقربين له، في أحد بنوكها، وتم تجميدها فيما تواصل البحث عن أرصدة أخرى.[167]
- تقدم الرئيس السابق محمد حسنى مبارك بإقرار الذمة المالية النهائي للجهات القضائية المختصة طبقا للقانون، وأكد الممثل القانونى للرئيس السابق أن مبارك كان قد التزم منذ توليه المسئولية بتقديم إقرارات الذمة المالية في مواعيدها القانونية.[168]

21 فبراير 2011  :
- طلب المستشار الدكتور عبد المجيد محمود النائب العام من وزير الخارجية أن يطلب بالطرق الدبلوماسية المقررة من الدول الأجنبية تجميد الحسابات والأرصدة لديها والخاصة بالرئيس السابق حسني مبارك وزوجته ونجليه وزوجاتهم.[169]

22 فبراير 2011 
- قررت جماعة الإخوان المسلمين رسمياً بدء خطوات إنشاء حزب سياسى باسم الحرية والعدالة؛ في أول خطوة من نوعها منذ سقوط نظام الرئيس السابق حسنى مبارك، وبعد يومين فقط من حكم القضاء بالموافقة على إنشاء حزب الوسط بقيادة المهندس أبوالعلا ماضي وعصام سلطان، المنشقين عن الجماعة.[170]
- التقى المشير حسين طنطاوى القائد العام للقوات المسلحة رئيس المجلس الأعلى للقوات المسلحة برئيس الوزراء البريطانى ديفيد كاميرون في أول زيارة رسمية لمسؤول أجنبي لمصر بعد تنحى الرئيس السابق مبارك، وتناول اللقاء المستجدات والمتغيرات المتلاحقة على الساحتين الإقليمية والمحلية وبحث أوجه التعاون المشترك والعلاقات المتميزة التي تربط البلدين.[171]
- انتهى الدكتور أحمد شفيق رئيس الوزراء من إعداد القائمة النهائية بأعضاء حكومته بعد التعديل، وسلمها إلى المجلس الأعلى للقوات المسلحة ومن المنتظر الإعلان عنها خلال الساعات المقبلة.[172]
- أعلن رئيس مجلس إدارة شركة مصر للمقاصة إنه تم تجميد أسهم 18 رجل أعمال بالبورصة ؛ طبقا لتعليمات النائب العام على خلفية اتهامات وجهت إليهم في بلاغات رسمية بشأن الاستيلاء والإضرار بالمال العام في صور متعددة خلال السنوات الماضية.[173]
- أدى الوزراء الجدد في حكومة تسيير الأعمال برئاسة الفريق أحمد شفيق اليمين الدستورية أمام المشير حسين طنطاوى رئيس المجلس الأعلى للقوات المسلحة، وعلى رأسهم دكتور يحيى عبد العزيز الجمل نائب لرئيس الوزراء.[174]
- أعلنت وزارة الخارجية الفرنسية أنها أخطرت بطلب رسمي من السلطات المصرية بتجميد أموال وحسابات وممتلكات الرئيس السابق حسنى مبارك وزوجته، ونجليه الاثنين وزوجتيهما.[175]

23 فبراير 2011 
- أعلن أعضاء اللجنة القومية لتقصى الحقائق في أحداث ثورة 25 يناير، عقب لقائهم ممثلى المنظمة العربية لحقوق الإنسان، والمنظمة المصرية لحقوق الإنسان ؛ عن اكتشافهم دلائل على إطلاق الرصاص الحي والمطاطى على المتظاهرين السلميين وغيرهم من المواطنين، واستهدف منطقة الرأس على وجه الخصوص، ودهس سيارات الشرطة المصفحة للمتظاهرين عمداً، وأكدت اللجنة توافر «إشارات» عن شخصيات المخططين والممولين والمشرفين على تنفيذ «واقعة الجمل»، في الثاني من فبراير الجارى.[176][177]
- أصدر المجلس الأعلى للقوات المسلحة اليوم البيان رقم 13 عبر صفحته الإلكترونية على موقع فيس بوك ويؤكد فيه بأن القوات المسلحة لم تقم بأي اعتداءات على دير الأنبا بيشوى بوادى النطرون، وأن ما تم التعامل معه من قبل القوات المسلحة هو على بعض الأسوار التي بٌنيت على الطريق وعلى أراض مملوكة للدولة وبدون سند قانونى.[178]
- استقبل الفريق أحمد شفيق رئيس مجلس الوزراء السيدة كاترين آشتون وزيرة خارجية الاتحاد الأوروبى، وأكدت أنها فخورة بزيارة مصر في هذه الفترة المهمة والتي تشهد تحولا سياسيا مهما نحو تحقيق الديمقراطية وبداية جديدة.[179]

24 فبراير 2011 
- شهدت القاهرة والإسكندرية مظاهرات حاشدة تطالب بتطهير مؤسسات الدولة من بقايا النظام السابق، ومحاكمة ومحاسبة كل رموزه وفي مقدمتهم الرئيس السابق حسنى مبارك وإقالة حكومة أحمد شفيق.[180]
- سيطرت القوات المسلحة على حريق أمام مبني الإدارة العامة لشئون الأفراد الملحق بوزارة الداخلية قبل أن تلتهم النيران المبنى عقب حرق9 سيارات و 4 دراجات بخارية وغرفة الكهرباء المتواجدة بشارع منصور، والتي قد قام بحرقها نحو 500 شخص من أمناء الشرطة والأفراد السابقين الذين قد أنهت وزارة الداخلية خدمتهم في فترات سابقة لأسباب مختلفة وأثبت الفحص سبق اتهامهم في قضايا مخلة بالشرف والأمانة وجرائم مخدرات وسرقة وتعدي على المواطنين. ولا يحق لهم العودة إلى العمل وقد تم القبض على مجموعة من المتهمين الذين قاموا بإشعال النيران واقتحام المبني ورشقه بالحجارة.[181][182]
- أكد أحمد أبو الغيط وزير الخارجية أن محاولة اغتيال عمر سليمان نائب الرئيس الاسبق والتي نفتها بعض المصادر منذ أسابيع كانت صحيحة وأنه شاهد عيان عليها.[183]
- أكدت وزيرة الخارجية الأمريكية هيلاري كلينتون أنها فخورة جدا بما حققه الشباب المصري في ثورة 25 يناير، التي أشارت إلى أنها ضربت مثلا استثنائيا في الاحتجاج السلمى غير العنيف.[184]
- اختارت جماعة الإخوان المسلمين الدكتور محمد سعد الكتاتنى، وكيلاً لمؤسسى حزبها السياسى الذي سمته الحرية والعدالة. وصرح الدكتور محمد بديع مرشد الجماعة إن الكتاتنى سيتولى الإجراءات القانونية والإدارية اللازمة لتأسيس الحزب.[185]
- ألقت مباحث الأموال العامة القبض على وزير الإعلام السابق أنس الفقى وأسامة الشيخ رئيس اتحاد الإذاعة والتليفزيون من داخل مسكنيهما وذلك تنفيذا لأمر نيابة الأموال العامة العليا بضبط وإحضار كل منهما ومثولهما أمامها للتحقيق فيما نسب إليهما من تجاوزات مالية.[186]

25 فبراير 2011 
- أكدت وزيرة الخارجية الأمريكية هيلارى كلينتون أن الإدارة الأمريكية لن تعارض وصول جماعة الإخوان المسلمين للسلطة في البلاد. مادامت تنبذ العنف وتلتزم بالديمقراطية وحقوق كل أفراد المجتمع، كما دعت شباب الثوار المصريين إلى مواصلة الالتزام بالكفاح الطويل من أجل ديمقراطية حقيقية وأن يتيقظوا جيدا لمواجهة أي محاولة من أي جماعة أو زعيم بارز لسرقة الثورة.[187][188]
- أعلن المتحدث باسم الخارجية الفرنسية برنار فاليرو أن فرنسا تلقت طلبا رسميا من السلطات المصرية بتجميد أموال وحسابات وممتلكات الرئيس المصري السابق حسنى مبارك وقرينته ونجليه وزوجتيهما.[189]
- قام المئات من السائقين والأهالي بالتجمهر بميدان الجزائر بالمعادى للمطالبة بالقصاص من ضابط الشرطة الذي أطلق النار من سلاحه الميرى على أحد سائقى سيارات الأجرة بسبب مشاجرة بينهما على أولوية المرور.[190]
- استشهاد شرطى المصري طارق أبوسريع رمضان برصاص مهربين على الحدود الدولية بين مصر وإسرائيل ؛ عندما حاول منع مجموعة من المهربين الملثمين من التسلل خارج الحدود فبادروه بإطلاق الرصاص.[191][192]
- أمر النائب العام بإحالة كل من أحمد المغربي وزير الإسكان السابق، ومحمد عهدي فضلي رئيس مجلس إدارة مؤسسة أخبار اليوم السابق والإماراتى وحيد متولي يوسف، ورجل الأعمال ياسين إبراهيم منصور إلى محكمة الجنايات لمحاكمتهم بتهمتي التربح وتمكين الغير من منافع مالية والإضرار العمدى بالأموال العامة.[193]
- أعلن المجلس الأعلى للقوات المسلحة أن المصريين الذين تم إجلاؤهم من ليبيا بلغ عددهم 38 ألفاً و 481 مواطناً. وأكد المجلس، في بيانه رقم 20 في صفحته على موقع فيس بوك، استمرار جهود القوات المسلحة لعودة المصريين من ليبيا عبر المنفذ البرى للسلوم.[194]

26 فبراير 2011  :
- دعا المجلس الأعلى للقوات المسلحة شباب ثورة 25 يناير للعمل سويا على إفشال مخططات المندسين على الثورة وذلك في بيانه رقم 24 عبر صفحته الرسمية على الموقع الاجتماعى فيس بوك. وأكد المجلس على انحيازه لمطالب الثورة المشروعة، وأنه لم ولن يتعامل بأي صوره من صور العنف مع شباب الثورة ؛ محذرا من محاولة قيام عناصر مدسوسة للوقيعة بينه وبين شباب الثورة.[195]
- انتهت اللجنة الدستورية المكلفة بتعديل المواد الدستورية برئاسة المستشار طارق البشرى من التعديلات الدستورية المقترح تعديلاها.

وجاء في التعديلات الجديدة: اختصار مدة رئيس الجمهورية على دورتين متتاليتين مدة كل منهما 4 سنوات، ولا يحق له الترشح مرة أخرى مدى الحياة، وألا يقل سن الرئيس عن 40 عاما وبدون حد أقصى. كما تضمنت التعديلات أن يكون رئيس الجمهورية مصريا ومن أبوين مصريين وعدم حصول أي منهم على جنسية أخرى بخلاف الجنسية المصرية، وألا يكون متزوجا من أجنبية، وقد أصدر المجلس الأعلى لقوات المسلحة بيانا بمواد الدستور التي تم إدخال تعديلات عليها.
- أكد الدكتور حسام كامل رئيس جامعة القاهرة أن الحرس الجامعى رحل من جامعة القاهرة نهائيا، ولن يكون هناك حرس جامعى تابع لوزارة الداخلية على الإطلاق احتراما وتنفيذا لأحكام القضاء، مشيرا إلى أن الجامعة قامت بإنشاء إدارة حرس تابعة للجامعة.[198]
- قررت نيابة البساتين حبس الملازم أول صلاح أشرف السجينى 4 أيام على ذمة التحقيقات؛ بتهمة الشروع في قتل سائق ميكروباص يدعى عاطف السيد إبراهيم في ميدان الجزائر بالمعادى.[199]

27 فبراير 2011  :
28 فبراير 2011  :

### مارس
1 مارس 2011  :
2 مارس 2011  : إعلان الاستفتاء على تعديل الدستور المصري في يوم 19 مارس 2011
3 مارس 2011  : نتيجة للاعتصام الشديد ضد الفريق أحمد شفيق. تقدم أحمد شفيق باستقالته من منصب رئيس الوزراء وتسلم المنصب الدكتور عصام شرف
4 مارس 2011  : ذهب شرف لميدان التحرير يوم الجمعة لتأدية القسم أمام الجماهير.
5 مارس 2011  :
6 مارس 2011  :
7 مارس 2011  :
8 مارس 2011  :
9 مارس 2011  :
10 مارس 2011  :
11 مارس 2011  :
12 مارس 2011  :
13 مارس 2011  :
14 مارس 2011  :
15 مارس 2011  :
16 مارس 2011  :
17 مارس 2011  :
18 مارس 2011  :
19 مارس 2011  : تم الانتهاء من التصويت بالاستفتاء وإعلنت النتيجة بفوز (نعم لبقاء الدستور) بنسبة 77.27%
20 مارس 2011  :
21 مارس 2011  :
22 مارس 2011  : هجم المتظاهرون على مبنى جهاز أمن الدولة وحدث حريق بالمبنى.
23 مارس 2011  :
24 مارس 2011  :
25 مارس 2011  :
26 مارس 2011  :
27 مارس 2011  :
28 مارس 2011  :
29 مارس 2011  :
30 مارس 2011  :
31 مارس 2011  :
1 إبرايل 2011  :

## حزيران 2011
- 28 حزيران : أدانت جماعة الإخوان المسلمين والجماعة الإسلامية، الأحداث المؤسفة التي شهدها ميدان التحرير مساء أمس الثلاثاء، حيث وصف أحمد أبو بركة القيادى بحزب الحرية والعدالة أحداث التحرير بـ «موقعة الجمل الثانية»، قائلا إن نفس المشاهد التي أذاعتها وكالات الأنباء العالمية وجميع الشاشات التليفزيونية تعيد إلى الأذهان مشاهد موقعة الجمل والتي لا زالت التحقيقات فيها جارية حتى الآن.وأضاف أبو بركة، أن فلول النظام السابق وقيادات الشرطة المنتمين إلى النظام السابق، مشيرا إلى أن سيناريو الشغب أمام مسرح البالون وحتى ميدان التحرير يعكس وجود عصابة منظمة خططت ودبرت لتلك الأحداث ونجحت في اندلاعها وإعادة التوتر مرة ثانية إلى البلاد بعد أيام.[200]

## وصلات خارجية
- بيان تنحى الرئيس حسنى مبارك على يوتيوبفيديو من موقع يوتيوب قراءه نائب الرئيس عمر سليمان.
- البيان الأول للمجلس الأعلى للقوات المسلحة فيديو من موقع يوتيوب.
- البيان الثانى للمجلس الأعلى للقوات المسلحة على يوتيوبفيديو من موقع يوتيوب.
- حديث وائل غنيم تعقيبا على بيان الجيش الثانى على يوتيوبفيديو من موقع يوتيوب.
- البيان الثالث للمجلس الأعلى للقوات المسلحة على يوتيوبفيديو من موقع يوتيوب.
- أحمد عز رجل الأعمال المصري كان عازف درامز سنة 1987 فيديو من موقع يوتيوب عن موهبة أحمد عز[ ؟ ] الفنية.
- فيديو كان من أسباب أشعال هذه الثورة على يوتيوبفيديو من موقع يوتيوب كان يعد به لثورة 25 يناير.
- لقاء وائل غنيم مع برنامج العاشرة مساءً كامل على يوتيوبفيديو من موقع يوتيوب.
- أنباء هامة عن إقالة حكومة «أحمد شفيق» خلال الساعات القليلة القادمة خبر من موقع كل صباح.